# Находкинское газовое месторождение
Нахо́дкинское га́зовое месторожде́ние — месторождение природного газа Большехетской впадины в Ямало-Ненецком автономном округе России. Запасы месторождения оцениваются в 275,3 млрд м³ газа. Проектная мощность месторождения — в районе 8,4 млрд м³ в год.
Месторождение было открыто Тазовской нефтегазоразведочной экспедицией 30 января 1974 года. Обустройство Находкинского месторождения начато в ноябре 2003 года, эксплуатационное бурение — в феврале 2004 года. Введено в эксплуатацию в апреле 2005 года.
Разработку месторождения осуществляет ООО «ЛУКОЙЛ-Западная Сибирь», принадлежащее компании «Лукойл»; добытый газ продаётся «Газпрому».